# Leader of Men
Leader of Men – pierwszy singel kanadyjskiej rockowej grupy Nickelback, który promował drugą studyjną płytę zespołu "The State" wydaną najpierw w roku 1998, a następnie w 2000 roku, czyli dwa i cztery lata po ukazaniu się debiutanckiego krążka "Curb". Singel ukazał się po raz pierwszy nakładem holenderskiej wytwórni metalowej Roadrunner Records. Został wydany 18 sierpnia 2000 roku w Stanach, oraz w kwietniu 2001 roku w Europie. Utwór został zamieszczony na trzeciej pozycji na krążku, trwa 3 minuty i 31 sekund. Autorem tekstu jest wokalista grupy Chad Kroeger, muzykę skomponował wspólnie cały zespół. Na stronie B singla, zespół zamieścił utwór "Just Four" z albumu "Curb". Jest to pierwszy singel zespołu, wydany w Europie.

## Znaczenie tekstu
Tekst utworu opisuje wydarzenia których uczestnikiem był wokalista grupy, Chad Kroeger. Kilkoro przyjaciół wokalisty kąpało się przy klifie, jedna z koleżanek poślizgnęła się i wpadła do wody. Ryzykując własne życie, Kroeger zdecydował się uratować swoją przyjaciółkę Kathy przed utonięciem.
Brzmienie utworu początkowo utrzymane jest w łagodnym rockowym tonie, gdzie słychać jest także grę gitary akustycznej, jednak w połowie utworu muzyka staje się coraz ostrzejsza podchodząc już prawie pod metal.

## Sukces
Singel z utworem "Leader of Men" odniósł duży sukces, i zapewnił mało jak dotąd znanej grupie Nickelback duży rozgłos. Utwór bardzo dobrze radził sobie na amerykańskich listach przebojów, zajmując m.in. 8 miejsce na amerykańskiej liście przebojów Mainstream Rock Tracks. Uwzględniając wcześniejsze wydania, jest to drugi singel zespołu. Dzięki tej piosence, grupą zaczęły interesować się duże wytwórnie fonograficzne, co zaowocowało podpisaniem kontraktu z Roadrunner Records oraz EMI w roku 2000.   

## Utwór na koncertach
Na płycie "The State" znalazła się także w formie bonusu akustyczna wersja tej piosenki. Utwór do dziś regularnie wykonywany jest również na akustycznych występach zespołu. Wszedł w skład akustycznego koncertu grupy "MTV Unplugged" z września 2003 roku. Znalazł się także na koncertowym DVD, "Live at Home" z 2002 roku. Utwór został zagrany w dłuższej wersji, trwa 6 minut i 25 sekund. 

## Teledysk
Do utworu "Leader of Men" początkowo została nakręcona jedna wersja clipu. Jej reżyserem był David Vaisbord, jego premiera odbyła się 15 maja 2000 roku. Początkowo planowane było nakręcenie clipu w opuszczonej hali lub hangarze. Zespołu jednak nie było stać na wynajęcie takiej hali. Dlatego wokalista grupy Chad Kroeger wpadł na pomysł aby teledysk był nagrywany w domu w formie amatorskiej. Teledysk ukazywał zespół grający we własnym domu podczas imprezy, a następnie palenie oraz niszczenie domu, m.in. wyrywanie telefonu z kontaktu czy wyrzucanie telewizora przez okno. Emisja teledysku została zabroniona. Do utworu nakręcono drugą wersję clipu. Reżyserem jest Ulf Buddensieck. Druga wersja jest już oficjalnym teledyskiem, i przedstawia cały zespół, siedzący w studiu nagraniowym i wykonujący utwór. Wraz ze zmianą tempa gry w utworze, muzycy niszczą poszczególne rzeczy, m.in. uderzają gitarą w szybę, wywracają stoły. Premiera drugiej wersji teledysku odbyła się 2 lipca 2000 roku. (Źródło: Road to Success)
Chad Kroeger o utworze Leader of Men:

Ta piosenka obejmuje wiele, od opisu stanu w jakim znajduje się człowiek po grzybach halucynogennych, aż po moje doświadczenia ze znajomymi. Fragment o skakaniu z klifu jest prawdziwy. Kilkoro moich przyjaciół kąpało się przy klifie i wtedy jedna z koleżanek ześlizgnęła się do wody. Nie umiała zbyt dobrze pływać i nie mogła utrzymać się na powierzchni więc wskoczyłem do wody, podpłynąłem do niej i wyciągnąłem na brzeg.

## Lista utworów na singlu
Single CD:
| Nr. |  | Tytuł                      | Tekst        | Muzyka     | Długość |
| --- |  | -------------------------- | ------------ | ---------- | ------- |
| 1.  |  | "Leader of Men"            | Chad Kroeger | Nickelback | 3:31    |
| 2.  |  | "Leader of Men" (Acoustic) | Chad Kroeger | Nickelback | 3:23    |
| 3.  |  | "Just Four"                | Chad Kroeger | Nickelback | 3:54    |
|     |  |                            |              |            |         |

## Twórcy
Nickelback
- Chad Kroeger - śpiew, gitara rytmiczna, produkcja
- Ryan Peake - gitara prowadząca, wokal wspierający
- Mike Kroeger - gitara basowa
- Ryan Vikedal - perkusja

Produkcja
- Nagrywany: 1998 w "Green House Studios" w Burnaby (Kolumbia Brytyjska)
- Producent muzyczny: Chad Kroeger, Nickelback, Dale Penner
- Miks utworu: Garth Richardson w "Green House Studios" w Burnaby (Kolumbia Brytyjska)
- Mastering: Brett Zilahi w "Metalworks" w Misissauga
- Producent: Ken Grant
- Zdjęcia: Neil Zlozower
- Management: Bryan Coleman
- Okładka: Three Mountain Design, Inc.
- Aranżacja: Chad Kroeger, Ryan Peake, Mike Kroeger, Ryan Vikedal
- Tekst piosenki: Chad Kroeger
- Wytwórnia: Początkowo krążek wydany w Kanadzie niezależnie, Roadrunner Records